# المشيح بن يوسف
المشيح بن يوسف (بالعبرية: מָשִׁיחַ בֶּן־יוֹסֵף‏) المعروف أيضًا باسم المشيخ بن إفرايم هو مشيح يهودي محتمل من سبط إفرايم. أصول هذه الشخصية محل جدل كبير. يعتبره البعض اختراعًا حاخاميًا، لكن البعض الآخر يدافع عن الرأي القائل بأن أصوله موجودة في التوراة.

## التقليد اليهودي
يلمح التقليد اليهودي إلى أربع شخصيات مسيانية، تسمى الحرفيين الأربعة اعتمادًا على رؤية موجودة في سفر زكريا، ويُحدد هؤلاء الحرفيين الأربعة بأنهم المسيح بن داود، والمسيح بن يوسف، وإيليا، والكاهن الصالح. كل منهم سوف يشارك في الدخول في العصر المسيحاني. وقد ورد ذكرهم في التلمود وسفر زكريا .
يعطي راشي في تعليقه على التلمود المزيد من التفاصيل. يوضح راشي أن المسيح بن يوسف يُدعى حرفيًا لأنه سيساعد في إعادة بناء الهيكل. علق موشه بن نحمان أيضًا على إعادة بناء الهيكل للمسيح بن يوسف. أدوار الحرفيين الأربعة كالتالي: إيليا سيكون مبشراً بالنهاية. أما المسيح بن يوسف فسيشن حربًا ضد قوى الشر ويموت في القتال مع أعداء الله وإسرائيل. وبحسب سعيد الفيومي فإن الحاجة إلى ظهوره ستعتمد على الحالة الروحية للشعب اليهودي. في سفر زربابل والكتابات اللاحقة، بعد وفاته ستحل فترة من الكوارث العظيمة بإسرائيل. ثم سيقوم الله بإحياء الموتى، أما المسيح بن داود سيملك كملك يهودي خلال الفترة التي سيقيم فيها الله الموتى. أما الكاهن الصالح فلم ترد تفاصيل كثيرة عن دوره. :87–89